# 盧森堡體育場
盧森堡體育場是盧森堡大公國的國家體育場，位於盧森堡市加斯佩里希區。本體育場是盧森堡國家足球隊和橄欖球隊的主場，並被歐足總列為第4類體育場，允許其舉辦國際比賽。體育場的建設期為2017年9月至2021年7月之間，錯過了原定在2019年的完工目標日期。2021年9月1日，2022年國際足總世界盃外圍賽中一場盧森堡對上亞塞拜然的比賽，成為標示該體育場啟用的首場國際賽。體育場的落成典禮於9月25日舉行。盧森堡體育場取代了因為過時而拆除的若西·巴特爾體育場。

## 外部連結
- 官方网站
- Stadium Database （页面存档备份，存于）